# عربة البضائع

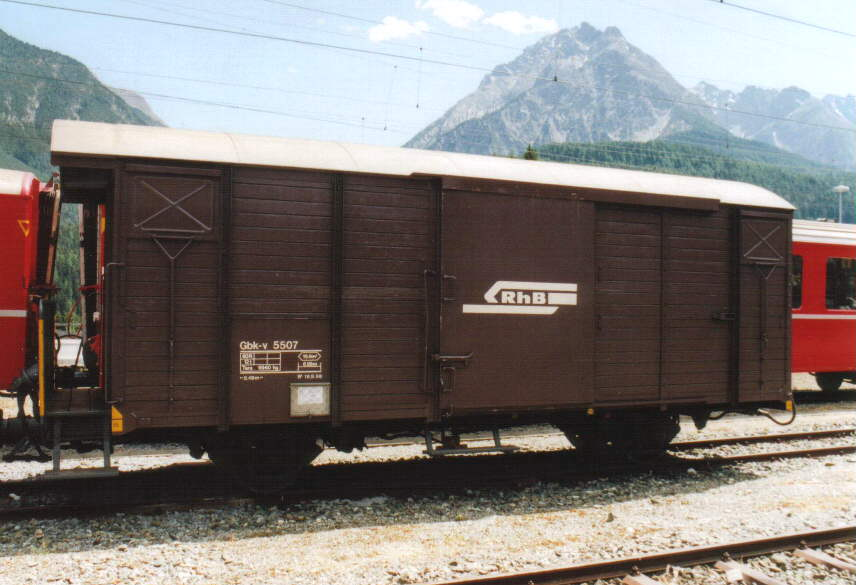
عربة بضائع، سويسرا.

عربة البضائع هي مركبات سكك حديدية تستخدم في نقل البضائع. هناك مجموعات متنوعة من العربات تُستخدم على حسب نوع السلع والبضائع.

## معرض صور

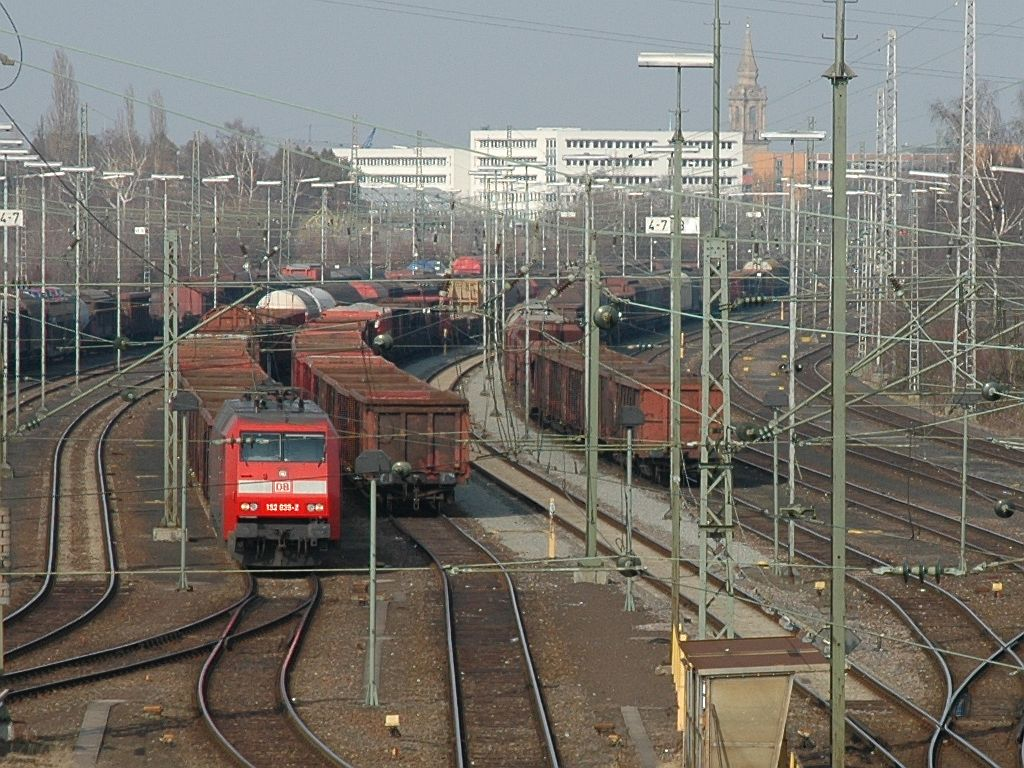
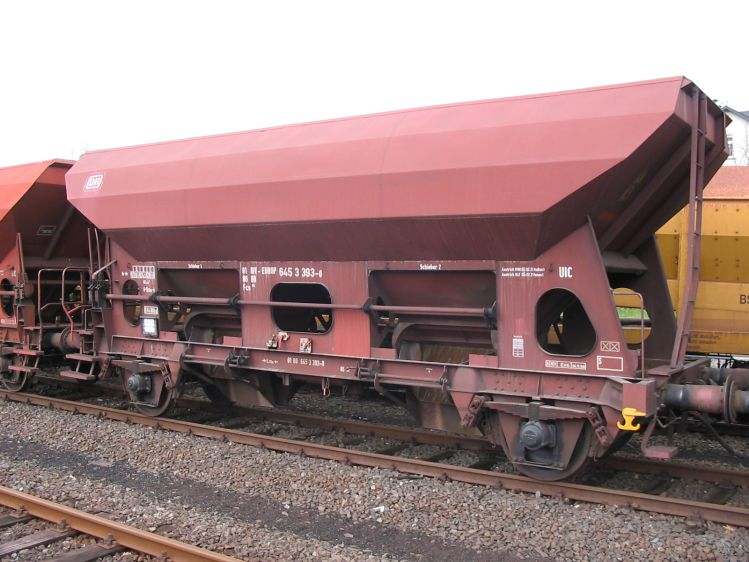
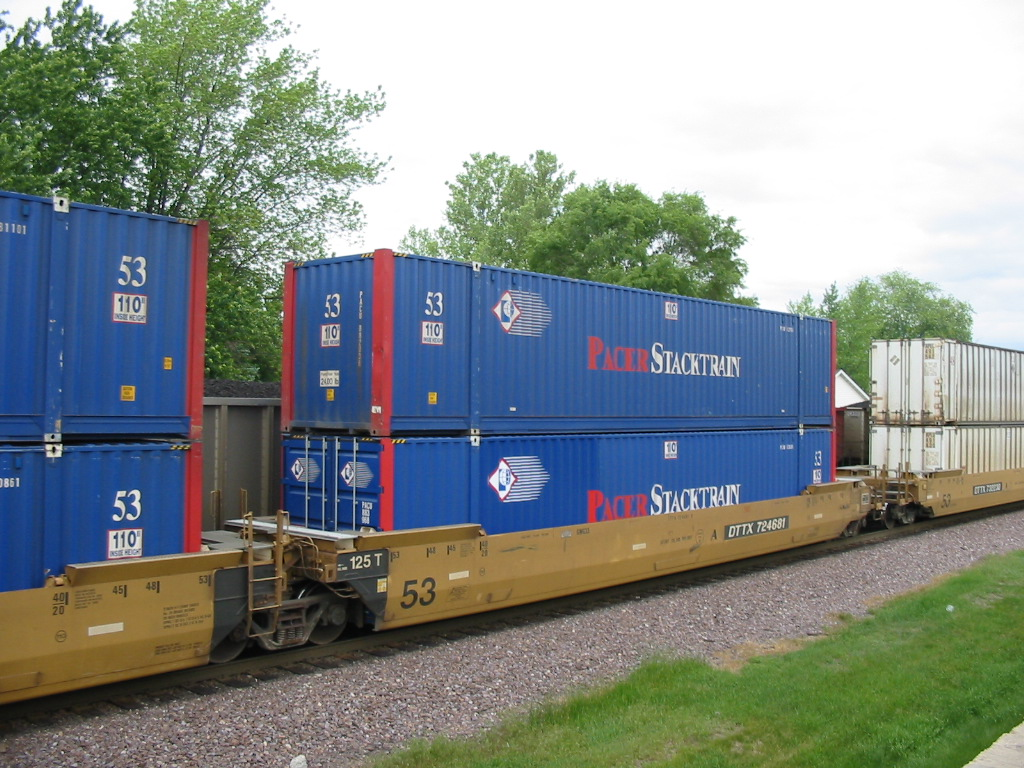
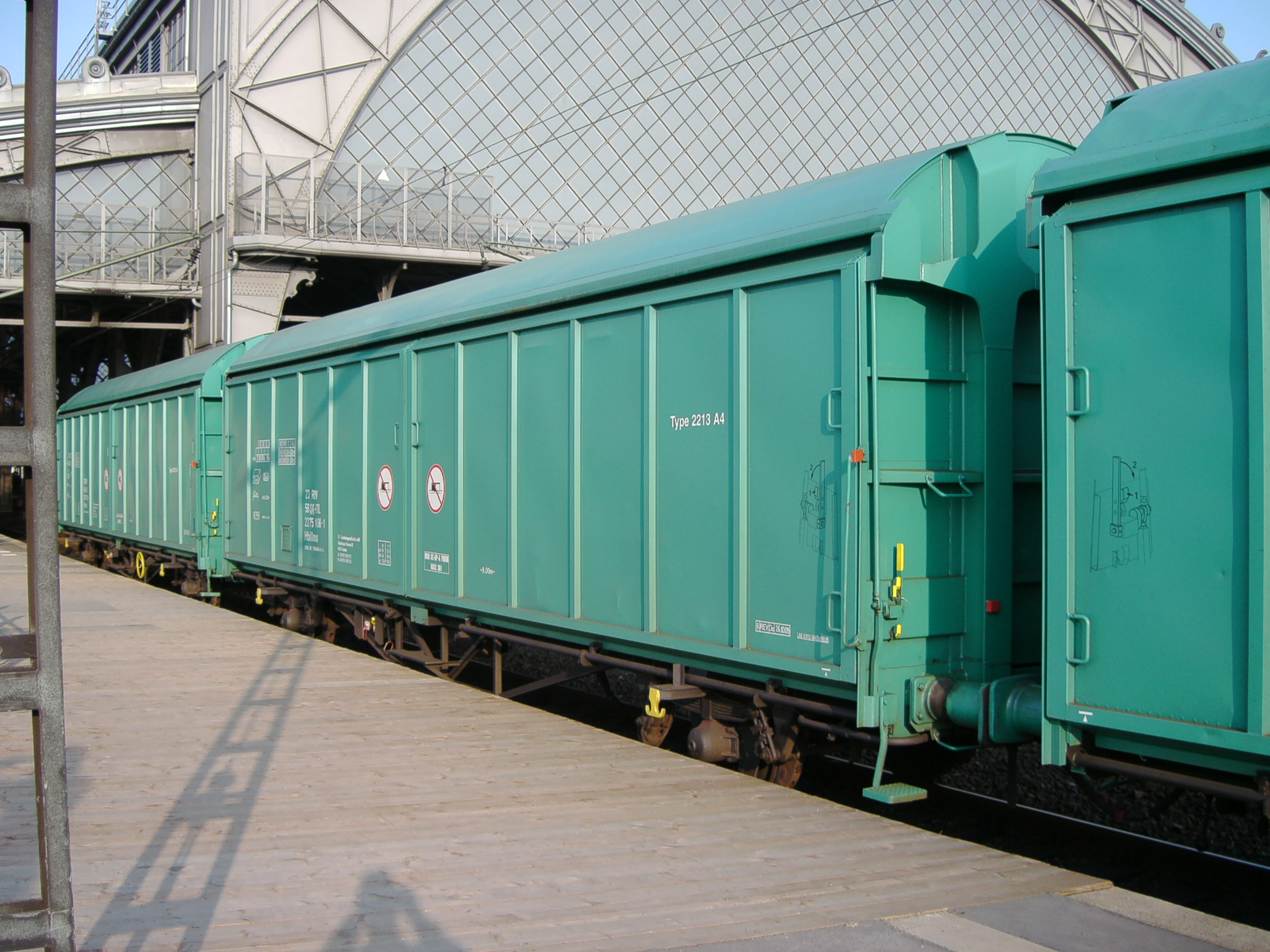
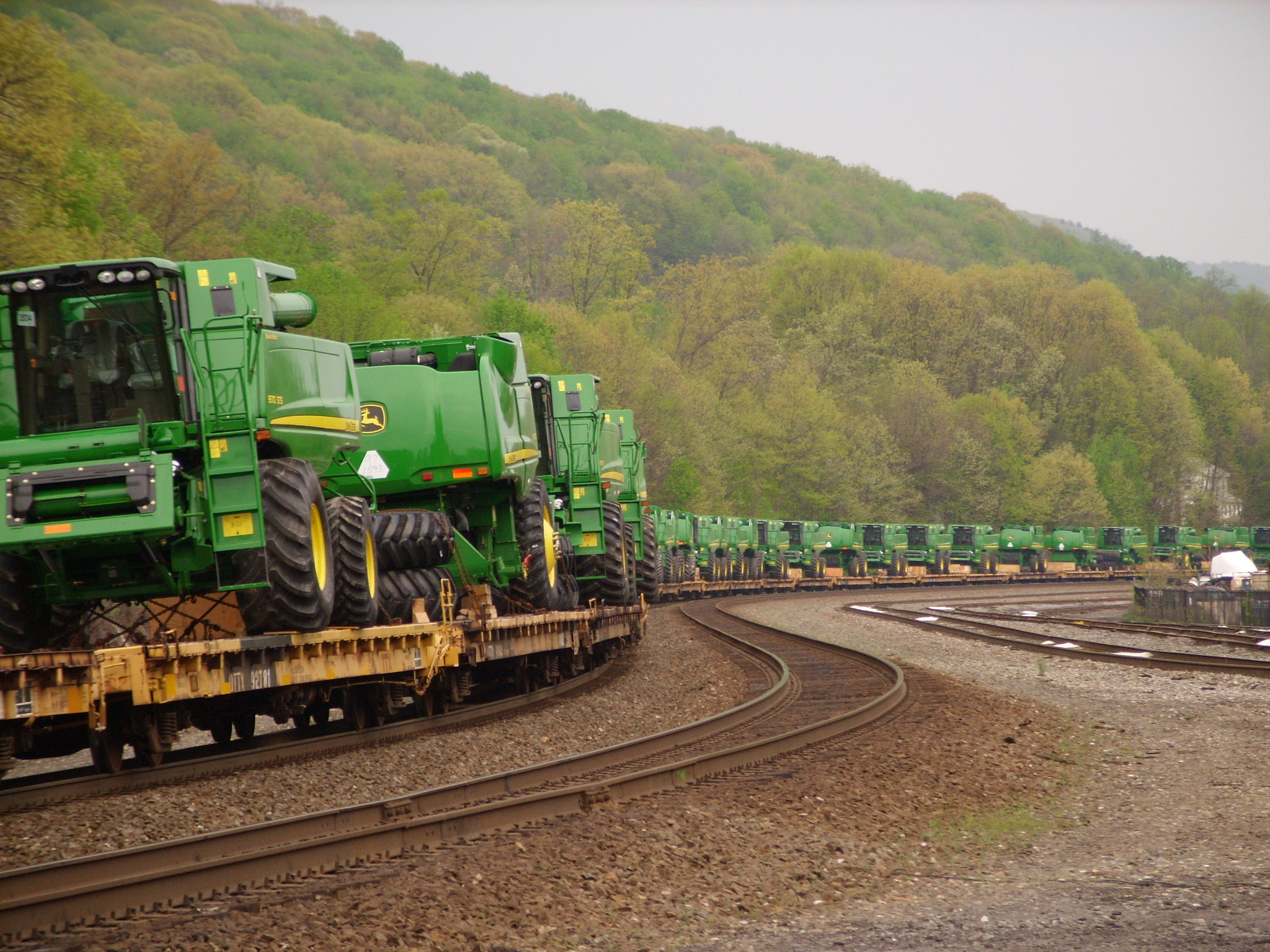